# إد فاغان
إد فاغان (بالإنجليزية: Ed Fagan)‏ هو محامي أمريكي، ولد في 20 أكتوبر 1952 في هارلينغن في الولايات المتحدة.

## وصلات خارجية
- إد فاغان على موقع مونزينجر (الألمانية)